# 文子正
文子正（英語：Elias Wen，1896年11月19日—2007年6月9日），圣名伊利亚，他于110岁去世时为东正教最年长的司祭。
文子正出生于北京市一贫穷的泥瓦匠家庭，从1905年到1916年，他在北京的俄罗斯东正教学校学习，然后在1916年至1925年在神学院学习。他于1924年被任命为执事，1925年被任命为司祭。他於1935年出任上海中国正教协会副会长。他曾是东正教上海教区圣伊望主教的随侍司祭。1947年，他因参与圣伊望向中华民国政府控告北京总会魏克托总主教并将其监禁一案，后被魏克托处以绝罚处分。1949年中国人民解放军占领上海前夕，他离开上海前往香港。1957年他赴美国旧金山神圣圣母主教座堂（Holy Virgin Cathedral），再次在时任旧金山及美国西部总主教的圣伊望手下任职。1981年晋升为首席司祭，他在这个教堂裡度過了他的馀生。文子正倖存下來有五个儿子，一个女儿，十四个孫兒女和六个曾孫。2007年6月9日在美国旧金山逝世，享年110岁202天。